# Kanchikeri, Harapanahalli
Kanchikeri là một làng thuộc tehsil Harapanahalli, huyện Davanagere, bang Karnataka, Ấn Độ.